# Normandský most
Normandský most (francouzsky Pont de Normandie) je zavěšený dálniční most přes řeku Seinu v severní Francii, mezi normandskými městy Le Havre a Honfleur. Je dlouhý 2143,21 m a má dva pilíře ve tvaru obrácených Y. Most byl navržen Michelem Virlogeuxem, jeho stavba začala v roce 1988 a trvala 7 let. Otevřen byl 20. ledna 1995, náklady na stavbu činily 465 milionů dolarů. V této době byl nejdelším zavěšeným mostem na světě, tento titul ale ztratil v roce 1999, kdy jej překonal most Tatara v Japonsku.